# Escape Room (película)
Escape Room (titulada: Escape Room: sin salida en Hispanoamérica) es una película de terror psicológico estadounidense de 2019 dirigida por Adam Robitel y escrita por Bragi F. Schut y Maria Melnik. La película está protagonizada por Taylor Russell, Logan Miller, Deborah Ann Woll, Tyler Labine, Jay Ellis, Nik Dodani y Yorick van Wageningen, y sigue a un grupo de personas que son enviadas a navegar por una serie de salas de escape, solo para descubrir que su destino es que están atados a si pueden o no resolver los acertijos a tiempo.
El desarrollo de la película comenzó en agosto de 2017, luego bajo el título The Maze, y comenzó el proceso de casting. La filmación tuvo lugar en Sudáfrica a fines de 2017 hasta enero de 2018.
Escape Room fue lanzado en los Estados Unidos el 4 de enero de 2019 por Sony Pictures Entertainment y recaudó más de $155 millones en todo el mundo. La película recibió críticas mixtas de los críticos, que elogiaron la atmósfera y el reparto, pero criticaron la trama familiar y su fracaso para aprovechar al máximo su premisa. Se planea lanzar una secuela el 16 de julio de 2021.

## Argumento
A seis personas de distintos orígenes se les presenta un cubo de rompecabezas: Zoey, una estudiante de física; Jason, un rico corredor de bolsa; Ben, un trabajador en una tienda; Mike, un camionero; Amanda, una veterana de la guerra de Irak; y Danny, un aficionado a las salas de escape. Cuando resuelven el rompecabezas, son invitados a participar en una sala de escape con un premio de $10000 dólares. Los participantes llegan a un bloque de oficinas sin recibir, y cuando Ben intenta salir, el pomo de la puerta se cae, revelando que el reto ha comenzado. 
En la primera habitación, Zoey activa sin saberlo una trampa; gira el dial del horno a 451 grados Fahrenheit después de ver el título de un libro. Los pilares y el techo se convierten en bobinas gigantes de calentamiento del horno. Deducen que tienen que mantener presionados los posavasos para desbloquear la salida. Lo hacen y logran escapar de la primera habitación justo cuando la lámpara de araña cae y envuelve toda la habitación en llamas. La siguiente habitación es una cabaña de invierno y desbloquean la puerta de salida, pero luego se encuentran en una habitación de bosque invernal holográfica en 3D donde la temperatura está muy por debajo de cero. Encuentran la llave congelada en un bloque de hielo, y Danny muere cuando una mina explota debajo del hielo y cae al agua helada y se ahoga.
Los demás ahora saben que las habitaciones son fatales. Luego se encuentran en un bar de billar al revés, donde el piso cae periódicamente en un pozo. Después de que Zoey resuelve un rompecabezas deslizante gigante, Mike descubre el código de una caja fuerte y Amanda la desbloquea, encontrando la llave, el último trozo de piso cae por el pozo. Amanda le arroja la llave a Jason antes de caer en el pozo a su aparente muerte. Los demás escapan. En la habitación de al lado, hay camas de hospital, que recuerdan al grupo los accidentes de los que fueron los únicos sobrevivientes. Mike escapó de un derrumbe de una mina, Zoey sobrevivió a un accidente aéreo, Danny sobrevivió cuando su familia murió de envenenamiento por monóxido de carbono, Amanda sobrevivió a la explosión de un IED, Jason sobrevivió a un naufragio en un clima gélido y Ben sobrevivió a un accidente automovilístico donde murieron sus amigos. Luego, hay una pista de que tienen que llevar sus frecuencias cardíacas al extremo, y Jason mata accidentalmente a Mike con un desfibrilador. Jason luego se da cuenta de que su frecuencia cardíaca debe reducirse y se expone directamente al gas venenoso que llena la habitación. Él lo logra y desbloquea la puerta, pero Zoey insiste en quedarse para destruir las cámaras de seguridad.
Jason y Ben, en una habitación con ilusiones ópticas, luces estroboscópicas y drogas transdérmicas que cubren las superficies, discuten sobre la supervivencia. Ben mata a Jason por un antídoto necesario para escapar, después de deducir que Jason es un asesino.
Algunas habitaciones, a través de canciones, abrigos y camas de hospital, recuerdan a los jugadores que son los únicos sobrevivientes de varios desastres; Zoey se da cuenta de que el propósito del juego es determinar qué jugador es el más afortunado. Ben, después de escapar de la última habitación donde una pared se mueve hacia adentro para aplastarlo, se encuentra con el Maestro del Juego, que controla el juego que diseñó el Creador de rompecabezas. El Maestro del Juego explica que cada año atraen a jugadores con algo en común (atletas universitarios, sabios, etc.) y los espectadores adinerados apuestan por el resultado, y el juego actual atrae a los únicos sobrevivientes de desastres anteriores. El Maestro del Juego intenta matar a Ben, pero Zoey interviene, después de haber usado una máscara de oxígeno en la habitación del hospital para sobrevivir hasta que el personal de limpieza desbloqueó la habitación. Juntos matan al Maestro del Juego y escapan del complejo.
Mientras Ben se recupera, Zoey regresa al edificio con un detective. La policía no le cree a Zoey, ya que toda la evidencia del juego ha desaparecido. Tampoco le creen a Ben, ya que se descubre que tiene drogas en su sistema de una habitación anterior. Mientras mira el grafiti en la pared, Zoey nota las palabras "No Way Out" y se da cuenta de que son un anagrama de "Wootan Yu", un nombre que apareció en varios lugares a lo largo de las salas de escape, lo que sugiere que el juego no ha terminado. Seis meses después, Zoey se encuentra con Ben y le muestra artículos de periódico que hacen pasar las muertes de los otros jugadores como accidentes cotidianos. Cuando Ben sugiere que Zoey debería seguir adelante, ella se niega. Ella le revela pistas a Ben que apuntan a un edificio no catalogado en Manhattan. Ben acepta ir con ella. Sin embargo, el Creador de Rompecabezas ya se está preparando para hacer de su vuelo un nuevo juego mortal de supervivencia.

## Reparto
- Taylor Russell como Zoey Davis.
- Logan Miller como Ben Miller.
- Jay Ellis como Jason Walker.
- Deborah Ann Woll como Amanda Harper.
- Tyler Labine como Mike Nolan.
- Nik Dodani como Danny Khan.
- Adam Robitel como Gabe.
- Kenneth Fok como Detective Li.
- Yorick van Wageningen como Game Master.

## Doblaje
| Personaje               | Actor original        | Actor de doblaje · México | Actor de doblaje · España |
| ----------------------- | --------------------- | ------------------------- | ------------------------- |
| Zoey                    | Taylor Russell        | Erika Ugalde              | Anahí De La Fuente        |
| Ben Miller              | Logan Miller          | Ricardo Bautista          | Miguel Ángel Garzón       |
| Jason Walker            | Jay Ellis             | Edson Matus               | Eduardo Bosch             |
| Amanda Harper           | Deborah Ann Woll      | Bet Jara                  | Adelaida López            |
| Mike Nolan              | Tyler Labine          | José Gilberto Vilchis     | Francisco Javier Martínez |
| Danny Khan              | Nik Dodani            | José Antonio Toledano     | Adolfo Moreno             |
| Detective Li            | Kenneth Fok           |                           | Abraham Aguilar           |
| Game Master             | Yorick van Wageningen | Raúl Anaya                | Luis Bajo                 |
| Profesor de universidad | Cornelius Geaney Jr.  | Gerardo García            | Juan Antonio Soler        |
| Charlie                 | Russell Crous         | Carlo Vázquez             | Iván De Pedro             |
| Allison                 | Jessica Sutton        | Dafne Gallardo            | Vera Bosch                |
| Enfermera               | Caely-Jo Levy         | Lizzette García           |                           |

## Producción
El 9 de agosto de 2017, se anunció que la película, luego titulada The Maze, había comenzado el casting. Estaba previsto que se filmara en Sudáfrica a finales de 2017. En enero de 2018, el director Robitel le dijo a Syfy que la producción había terminado y que la película se lanzaría en septiembre de 2018.
Brian Tyler y John Carey compusieron la partitura de la película. La banda sonora fue lanzada por Sony Music Entertainment e incluye la partitura completa y un remix del "Escape Room Theme" de Madsonik y Kill the Noise.

## Estreno
En mayo de 2018, se anunció que la película se lanzaría originalmente el 30 de noviembre de 2018. Un mes después, la película se retrasó dos meses desde su fecha de lanzamiento original del 30 de noviembre de 2018 hasta el 1 de febrero de 2019, y luego se trasladó del 1 de febrero de 2019 al 4 de enero de 2019.
En Polonia, United International Pictures anunció que el lanzamiento de la película en el país se retrasaría por respeto a los cinco adolescentes que habían muerto recientemente en el incendio de la sala de escape de Koszalin.

## Recepción

### Taquilla
Escape Room ha recaudado $57 millones en los Estados Unidos y Canadá, y $97.9 millones en otros territorios, para un total bruto mundial de $154.9 millones, contra un presupuesto de producción de $9 millones.
En los Estados Unidos y Canadá, se proyectó que la película recaudaría entre 10 y 14 millones de dólares de 2.717 salas de cine en su primer fin de semana. Ganó $7.7 millones en su primer día, incluidos $2.3 millones de los avances de la noche del jueves. Debutó a $18.2 millones, superando las expectativas y terminando segundo, detrás de Aquaman. La película ganó $8.9 millones en su segundo fin de semana, cayendo un 51% y terminando quinto.

### Crítica
Escape Room recibió reseñas mixtas de parte de la crítica y de la audiencia. En el sitio web especializado Rotten Tomatoes, la película posee una aprobación de 50%, basada en 161 reseñas, con una calificación de 5.2/10 y con un consenso crítico que dice: "Escape Room no logra desbloquear gran parte del potencial en su premisa, pero lo que queda es todavía lo suficientemente tenso y emocionante como para ofrecer una diversión pasajera para los fanáticos del suspenso." De parte de la audiencia tiene una aprobación de 51%, basada en más de 2500 votos, con una calificación de 3.3/5.
El sitio web Metacritic le dio a la película una puntuación de 48 de 100, basada en 26 reseñas, indicando "reseñas mixtas". Las audiencias encuestadas por CinemaScore le otorgaron a la película una "B" en una escala de A+ a F, mientras que en el sitio IMDb los usuarios le asignaron una calificación de 6.4/10, sobre la base de 123 665 votos. En la página web FilmAffinity la cinta tiene una calificación de 5.4/10, basada en 11 559 votos.

## Secuela
El 25 de febrero de 2019, se anunció una secuela en desarrollo activo, con Adam Robitel listo para volver a dirigir junto con el guionista Bragi F. Schut y el productor Neal H. Moritz. Su lanzamiento estaba programado para el 17 de abril de 2020. Más tarde se retrasó al 14 de agosto de 2020. y luego al 30 de noviembre de 2020. En octubre de 2019, Collider informó que Isabelle Fuhrman se había unido al elenco, junto a Russell y Miller. Más tarde ese mes, Holland Roden, Thomas Cocquerel, Indya Moore y Carlito Olivero también se unieron al elenco.